# Confini (album)
Confini è un album della cantautrice italiana Grazia Di Michele, uscito nel 1993. All'interno della copertina del disco si legge questa frase scritta dall'autrice:

## Brani
Uno dei brani più conosciuti e significativi dell'album è Gli amori diversi, che l'artista cantò in duetto con Rossana Casale al Festival di Sanremo di quell'anno, classificandosi al terzo posto. Al contrario di quanto a volte è stato ritenuto, non è una canzone sull'amore omosessuale: il brano intende puntare lo sguardo sugli amori intesi e coinvolgenti, che a volte non sono coronati dalla relazione e dalla stabilità, ma che hanno comunque una propria dignità.
Gli amori diversi e Tempo perduto sono contenute anche dell'album di Rossana Casale intitolato Alba argentina, pubblicato nello stesso anno. Entrambi gli album sono frutto di una lunga frequentazione tra le due artiste e di un'amicizia profonda che dura ancora oggi.
Il brano Non era presto per chiamarti amore, scritto dalla Di Michele, era già stato inciso da Ornella Vanoni nell'album Stella nascente del 1992.
Non aggiungere legna è cantato in duetto con Cristiano De André
Della canzone Occhi di donne, che apre il disco, è stato realizzato un videoclip per la regia di Giorgio Mondolfo girato sulla costa della Toscana, dove la macchina da presa riesce cattura primi piani di donne e bambine di varie nazionalità.
Oltre ad essere il titolo dell'album, Confini è anche l'ultima traccia contenuta in esso. Si tratta di una lirica struggente che porta la firma della Di Michele e Giorgio Restelli, e descrive in modo efficace la pazzia dell'uomo che, preso dalla smania del potere, non esita a distruggere ed oltrepassare i confini, mettendo in serio pericolo la vita sul nostro pianeta. L'arrangiamento del brano, costruito da Lucio Fabbri, è volto a far percepire lo stato di disagio espresso del testo, per questo i suoni della natura come il vento ed il cinguettio degli uccelli alla durezza sono stati mescolati all'energia delle chitarre elettriche.
La copertina dell'album, realizzata della fotografa Daniela Scaramuccia, ricrea in modo efficace le atmosfere dei brani, ritraendo Grazia Di Michele in mezzo ad un campo di grano con i capelli al vento contro una distesa di nuvole bianche.

## Tracce
1. Occhi di donne - 4:05
2. Gli amori diversi - 3:35 (con Rossana Casale)
3. Dove si incontrano i venti - 3:53
4. Non era presto per chiamarti amore - 2:53
5. I bambini - 3:30
6. Perché gli amori devono finire - 3:10
7. Cosa sarà di me - 3:30 (con Eugenio Finardi)
8. Non aggiungere legna - 3:12 (con Cristiano De André)
9. Tempo perduto - 3:06
10. Pulcino - 3:25 (contenuta solo nel CD, ma non nel 33 giri e nella musicassetta)
11. Volevo comandare i treni - 3:52 (a Valerio)
12. Confini - 5:23

## Formazione
- Grazia Di Michele - voce, chitarra
- Gabriele Cicognani - basso
- Lele Melotti - batteria
- Lucio Fabbri - tastiera, chitarra, basso, violino
- Vittorio Cosma - fisarmonica, organo Hammond, tastiera, pianoforte
- Francesco Saverio Porciello - chitarra
- Maurizio Camagna - programmazione
- Pacho - basso
- Alessandro Simonetto - fisarmonica
- Fabrizio Consoli - chitarra
- Andrea Zuppini - chitarra
- Demo Morselli - tromba, flicorno
- Michael Rosen - sax
- Rossana Casale, Lalla Francia, Irene Fargo, Paola Folli, Giulia Combo - cori